# Rodolfo Bonetto
Rodolfo Bonetto (* 18. September 1929 in Mailand; † 29. März 1991 ebenda) war ein italienischer Designer.

## Leben und Werk
Zum Design kam er  autodidaktisch. Von 1949 bis 1975 war Bonetto international als Jazzschlagzeuger tätig und gründete parallel dazu im Jahr 1958 ein Designbüro.
Seinen Schwerpunkt sah er im Bereich bleibender Konsumgüter. Seine Entwürfe fanden Eingang in Elektrogeräte und Sanitäranlagen, in Autos oder Musikinstrumente sowie in Radios oder die Instrumentenausrüstung von Flugzeugen. Bekannte Entwürfe sind der Wecker Sfericlock aus dem Jahr 1962 für Fratelli Borletti, S.p.A. und der Boomerang Lounge chair, den er 1968 für Flexform entwarf.
V. Gregotti nannte ihn einen [„...gebildete(n) Arbeiter“], weil er verstand, sein Wissen über Produktionstechnologien und Materialien mit den Aspekten der Ergonomie und einer korrekten Formstudie zu verbinden. 
In den Jahren 1961–1965 war darüber hinaus als Dozent an der Hochschule für Gestaltung in Ulm tätig und wurde sechsmal mit dem Compasso d’Oro ausgezeichnet. Die Würdigung erhielt unter anderem für
- den Wecker Sfericlock (Veglia Borletti, 1963)
- die Werkzeugmaschine mit numerischer Steuerung O.C.N. (Olivetti, 1967)
- das automatische Mikrofilmgerät (BCM, 1970)
- die Innengestaltung für den Fiat 131 Mirafiori (Fiat, 1978)
- posthum erhielt er den Compasso d’Oro nochmals 1991 für sein Gesamtwerk

In seiner Tätigkeit arbeitet er u. a. für Brionvega, Driade und Siemens. Für Olivetti plante er in den Jahren 1972–75 mit Naoki Matsunaga das Fertigungszentrum Horizon 2 von Olivetti und  1989 das öffentliche Telefon Rotor für die italienische Telefongesellschaft Sip.
Er war Mitglied italienischer und internationaler Jurys sowie zwischen 1981 und 1983 Präsident der Designinstitution Icsid. Sein Schaffen wird heute durch das Studio Bonetto Design fortgeführt. Die Leitung hat hier sein Sohn Marco Bonetto. In Gedenken an seinen Vater gründete dieser 1994 in Montecarlo das Bonetto Design Center. 
Bonetto war einer der wenigen italienischen Designer, der kein Architekturstudium absolviert hat und auch keine Architekturprojekte realisierte.